# Територіальна автоматизована система централізованого оповіщення
ТАСЦО (укр. Територіальні автоматизовані системи централізованого оповіщення) — це програмно-технічні комплекси, що забезпечують оповіщення населення про надзвичайні ситуації в межах окремих регіонів (областей, районів) України.

## Загальна характеристика
ТАСЦО призначена для забезпечення прийому сигналів та інформації від ЗАСЦО (Загальнодержавна автоматизована система централізованого оповіщення), оповіщення осіб керівного складу місцевих органів виконавчої влади, органів місцевого самоврядування, підприємств, установ, організацій, органів управління та сил цивільного захисту і населення через МАСЦО та інші системи оповіщення у разі загрози виникнення або виникнення надзвичайних ситуацій.
За рівнями системи оповіщення поділяються згідно з Кодексом цивільного захисту України та постановою Кабінету Міністрів України від 27.09.2017 року № 733.

## Основні завдання
Основними завданнями обласної ТАСЦО є:
- Прийом сигналів, команд, розпоряджень та повідомлень про загрозу виникнення або виникнення надзвичайних ситуацій в загальнодержавній автоматизованій системі централізованого оповіщення
- Доведення інформації до керівництва органів управління та сил цивільного захисту територіальної підсистеми ЄДСЦЗ області
- Оповіщення членів регіональної комісії з питань техногенно-екологічної безпеки і надзвичайних ситуацій
- Оповіщення райдержадміністрацій, виконавчих органів міських рад міст обласного значення
- Оповіщення населення про загрозу виникнення або виникнення надзвичайної ситуації через місцеві автоматизовані системи централізованого оповіщення
- Підтримання апаратури та технічних засобів оповіщення в готовності до застосування за призначенням

## Склад системи
До складу обласної ТАСЦО входять:
- Апаратура прийому сигналів та інформації від загальнодержавної АСЦО
- Система автоматизованого виклику
- Територіальна автоматизована система централізованого оповіщення
- Система напрацьованих алгоритмів залучення місцевих систем централізованого оповіщення та електронних засобів масової інформації

## Технічні характеристики
ТАСЦО забезпечує:
- Швидкість — миттєве оповіщення про надзвичайні ситуації
- Точність — геотаргетовані повідомлення для конкретних районів
- Надійність — стабільну роботу системи в будь-яких умовах
- Комплексність — інтеграцію з іншими системами моніторингу та управління
- Простоту — інтуїтивний інтерфейс для користувачів різного рівня

### Автоматизоване керування
Система забезпечує автоматизоване керування МАСЦО, яке передбачає:
1. Включення електро-механічних та електронних сирен
2. Автоматизоване переривання трансляції програм мовлення телерадіокомпаній для оповіщення населення
3. Автоматизоване включення сигнально-гучномовних пристроїв та електронних інформаційних табло об'єктів та місць з масовим перебуванням людей
4. Автоматизований запуск локальних та об'єктових систем оповіщення

### Канали оповіщення
Доведення сигналів та повідомлень може здійснюватися через:
- Телерадіомовлення (із супроводженням інформації жестовою мовою та/або субтитруванням)
- Операторів телекомунікацій (мобільного зв'язку) із залученням телекомунікаційних мереж загального користування (SMS, MMS, MBMS тощо)
- Інтернет-ресурси (сайти, соціальні мережі)
- Сигнально-гучномовні пристрої, встановлені на транспортних засобах
- Електронні інформаційні табло
- Електросирени

### Типи сигналів
ТАСЦО підтримує відтворення різних типів сигналів оповіщення:
- Повітряна тривога
- Хімічна небезпека
- Радіаційна небезпека
- Евакуація з міста
- інше, згідно Національному класифікатору ДК 019:2010 "Класифікатор надзвичайних ситуацій"[3] (КНС) - один зі складників комплексу національних класифікаторів.

## Програмно-технічний комплекс
Для реалізації функцій ТАСЦО використовується спеціалізоване програмне забезпечення вітчизняної розробки, який забезпечує:
- Централізоване управління оповіщеннями
- Оперативну передачу повідомлень
- Точне геотаргування
- Інтеграцію з різними системами комунікацій
- Можливість масштабування
- Захист від зовнішнього втручання
- Екстрений конференц-зв'язок
- Функції АТС

## Взаємодія з іншими системами
ТАСЦО передбачає взаємодію із ЗАСЦО, а також місцевими автоматизованими системами централізованого оповіщення, локальними, спеціальними і об'єктовими системами оповіщення та забезпечує централізоване (повне або вибіркове) включення відповідних місцевих автоматизованих систем централізованого оповіщення.
Для організації взаємодії систем оповіщення у ланці ЗАСЦО – ТАСЦО – МАСЦО технологічно ТАСЦО може включати інструменти та інформаційні технології, що забезпечують централізоване або вибіркове застосування функцій систем інших ланок.

## Реалізовані проєкти
Серед останніх реалізованих проєктів ТАСЦО в Україні:
- Обласні центри
- Київ — ТАСЦО та автоматизована система централізованого оповіщення